# 讚岐白鳥站
讚岐白鳥站（日语：／ Sanuki-shirotori eki */?）是位於日本香川縣東香川市，隸屬於四國旅客鐵道（JR四國）的鐵路車站。車站編號為T11。本站位於東香川市的市役所附近，其周邊設有多間手袋工廠。由於東香川市（包括未合併前的白鳥町）是全日本手袋工廠的集中地，因此本站在國鐵時代設有貨物專用路軌，方便將原料運送至此及將製成品運出，高峰時期曾派有超過10人專責貨物車輛事宜。本站在民營化後仍然維持站員配置，但到了2010年10月1日因精簡架構而被降為無人站。而本站也是部份特急列車「渦潮」的停靠站。

## 車站結構
本站的站房為木製的單層站房，規模不算太大，大部份地方均劃作原站務室。候車大廳內設有自動售票機，而洗手間則設於驗票閘口外。而本站的站務室自無人化後便一直停止使用。
站內設有側式月台2個，提供2面2線的配置。有效長度為6輛，其中1號月台為主軌道，亦是主要上落月台；2號月台為避線月台，是當年因應高德線高速化而新建的月台。全月台用鋼筋鐵架搭成，與1號月台以全石頭所砌成形成不同的對比。通常只會在避車時才使用，在末端向引田站方向設有由混凝土及鐵皮上蓋所建的小候車亭。兩邊月台以行人天橋連接，而在2號月台近天橋樓梯下方位置，則設有獨立的簡易車站出入口。此外上行和下行軌道在離站後，均備有緊急停車側軌裝置。

### 月台配置
| 月台 | 路線    | 方向 | 目的地               |
| ---- | ------- | ---- | -------------------- |
| 1、2 | ■高德線 | 下行 | 引田、板野、德島方向 |
| 1、2 | ■高德線 | 上行 | 志度、高松、岡山方向 |

## 歷年乘客人數
- 247人（2008年度）
- 227人（2009年度）

## 歷史
- 1928年4月15日：開業，當時站名的平假名標示為「さぬきしら(ra)とり」。
- 1956年12月15日：平假名表示改為「さぬきしろ(ro)とり」。
- 1987年4月1日：日本國鐵分割民營化，車站的營運由JR四國繼承。
- 2010年10月1日：降格為無人站。[4]

## 相鄰車站
※部分停靠此站的特急「渦潮」的相鄰停靠站參見列車條目。
四國旅客鐵道（JR四國）
■高德線
三本松（T12）－讚岐白鳥（T11）－引田（T10）